# Flecki, mein Freund
Der Tierspielfilm Flecki, mein Freund (jap. 仔鹿物語 Kojika monogatari, englisch Deer Friend) ist ein japanischer Familienfilm vom Regisseur Yukihiro Sawada aus dem Jahr 1991. 

## Haupthandlung
Der achtjährige Lenny findet im Wald ein Hirschkalb. Die Mutter des Hirschkalbs war vor ein Auto gelaufen, nachdem Lenny es versehentlich aufgescheucht hatte. Von dem Waldhüter Herrn Oriya haben die Kinder des Dorfes die Liebe zur Natur gelernt. So ist es für Lenny sofort klar, dass er sich um das Hirschkalb kümmern muss. Er versteckt es in einem stillgelegten Bahnhofsgebäude. Wegen seines gefleckten Sommerfells nennt er es Flecki.
Doch das Hirschkalb will keine Milch trinken. Deswegen fragt Lenny Herrn Oriya vorsichtig aus. Er weiß, dass Herr Oriya nichts von dem Kalb wissen darf, weil dieser sonst die Behörden benachrichtigen müsste und er dann fürchten müsste, Flecki zu verlieren. Herr Oriya erzählt Lenny, dass in Muttermilch ein Stoff ist, den Neugeborene benötigen. Daher besorgt sich Lenny Milch von einer Kuh, die gerade ein Kalb bekommen hat.
So gelingt es Lenny, das Hirschkalb aufzuziehen, bis er versehentlich Feuer im Bahnhofsgebäude legt. Er wird entdeckt, doch Herr Oriya kann alles aufklären. Er hatte Lenny durchschaut und bereits die Behörden benachrichtigt. Diese erlauben ihm, das Hirschkalb aufzuziehen.
Nun helfen Lenny auch seine Freunde bei der Aufzucht des Hirschkalbs. Als dieses erkrankt, fiebern alle um dessen Gesundheit. So gibt die Grundschullehrerin den Kindern schließlich frei, damit sie sich um das Tier kümmern können.
Als der Herbst naht, muss Flecki wieder zurück in den Wald zu seiner Herde und Lenny muss Abschied von ihm nehmen.

## Zusammenfassung

### Aufbau
Der Film ist in drei parallel laufende Handlungen unterteilt. Neben der Haupthandlung um Lenny und Flecki wird die Geschichte von Lennys Vater sowie seiner Großeltern erzählt.
Lennys Vater ist Lokomotivführer. Die Familie hat sich ein kleines Haus direkt an der Bahnlinie in einem kleinen Dorf gebaut. Doch die Strecke wird im Herbst stillgelegt. So muss sich Lennys Vater einen neuen Arbeitsplatz suchen. Er beschließt, bei einer Versicherung in der Stadt Sapporo zu arbeiten, was bedeutet, dass die Familie umziehen muss.
Die Großeltern von Lenny sind schon sehr alt und werden bald sterben. Doch keiner wird den Hof übernehmen. Die Schwester von Lennys Mutter sollte dies tun, doch heiratet sie einen Lehrer und wird nach Tokio umziehen.
Nachdem sich Lenny von Flecki verabschiedet hat, macht sich die Familie auf zur neuen Arbeitsstätte von Lennys Vater. Doch weil er merkt, dass die Familie unglücklich mit dem Umzug ist, beschließt er wieder umzukehren und den Hof der Großeltern zu übernehmen.

### Bedürfnisse
Das zentrale Thema bei Flecki, mein Freund sind Veränderungen. Da ist zunächst Lenny in der Haupthandlung. Aufgrund seines Missgeschicks muss er sich plötzlich um ein Tier kümmern. Als es ihm dann gelungen ist dieses großzuziehen, steht ihm erneut eine Veränderung bevor. Er muss das ihm ans Herz gewachsene Tier wieder gehen lassen, weil es nur im Wald artgerecht leben kann.
Lennys Vater ereilt das Schicksal, das in einer sich schnell verändernden Lebensumgebung heutzutage viele Berufstätige trifft. Durch den Verlust des Arbeitsplatzes muss er sich einen neuen beruflichen Weg suchen. Lennys Vater entscheidet sich dabei zunächst für einen Weg, der ihm beruflichen Aufstieg und hohen Verdienst verspricht. Letztendlich entscheidet er sich aber für seine Familie und eine berufliche Zukunft, die ihm ein geringeres Einkommen sichert.
Lennys Großeltern zeigen die größte Veränderung, die im Leben ansteht – der Wechsel der Generationen. Sie sind fest in alten Traditionen verwurzelt und möchten das, was sie sich aufgebaut haben, an die nächste Generation weitergeben. Doch diese ist zunächst nicht daran interessiert und strebt dagegen ein modernes Leben an.

## Rezeption
Für einen Familienfilm ist es recht außergewöhnlich, dass gleich drei parallel laufende Handlungen gezeigt werden. So ist der Film für kleinere Kinder nur schwer zu verfolgen.
Der Kameramann Akira Shiizuka spezialisierte sich auf Tieraufnahmen und hat mehrere Tierfilme gefilmt. Mit Flecki, mein Freund wirkte er zum ersten Mal in einem Kinderfilm mit.
In Flecki, mein Freund tritt kein Rehkitz, sondern ein Hirschkalb auf. Aufgrund der starken Ähnlichkeit wird dies in Europa, ähnlich wie in dem Disney-Film Bambi, mit einem Rehkitz verwechselt. Deswegen wird auch im Filmquiz auf den Extras der deutschen DVD Flecki, mein Freund von Rehkitz gesprochen.

## Auszeichnungen
Flecki, mein Freund gewann 1992 den Japanese Academy Award für die Beste Musik sowie Tomokazu Miura den Nebendarstellerpreis beim Mainichi-Filmwettbewerb.

## Kritiken
„Zunächst heimlich, dann mit Hilfe seiner Schulfreunde und des örtlichen Waldaufsehers versucht ein 10-jähriger Junge ein mutterloses Hirschkalb aufzuziehen. […] Eine in eindrucksvolle Naturaufnahmen eingebettete, einfühlsam erzählte Geschichte, die verdeutlicht, dass zu wahrer Freundschaft auch Verantwortung und Bereitschaft zum Verzicht gehören.“ Lexikon des internationalen Films

## Video-Veröffentlichungen
1992 wurde der Film auf Deutsch auf VHS-Videokassette veröffentlicht. Seit 2003 ist der Film auf Deutsch auf DVD erhältlich.